# Pileodon
Pileodon är ett släkte av svampar. Pileodon ingår i ordningen Gloeophyllales, klassen Agaricomycetes, divisionen basidiesvampar och riket svampar.
|          | Gloeophyllaceae                                                                 |
|          |                                                                                 |
| Pileodon | \| \| Pileodon philippinensis \| \| \| \| \| \| Pileodon megasporus \| \| \| \| |
|          | \| \| Pileodon philippinensis \| \| \| \| \| \| Pileodon megasporus \| \| \| \| |
|          | Pileodon philippinensis                                                         |
|          |                                                                                 |
|          | Pileodon megasporus                                                             |
|          |                                                                                 |

|  | Pileodon philippinensis |
|  |                         |
|  | Pileodon megasporus     |
|  |                         |